# Nancy Grossman
Nancy Grossman (Nueva York, 28 de abril de 1940) es una artista estadounidense. Grossman es conocida por sus esculturas de cabezas en madera y cuero.

## Trayectoria
Nancy Grossman nació en 1940 en la ciudad de Nueva York de padres que trabajaban en la industria de la confección. A los cinco años se trasladó a Oneonta, Nueva York. Allí, comenzó a ayudar a sus padres en el trabajo haciendo pinzas, que son pliegues tridimensionales cosidos a la tela para darle forma; y refuerzos, que son materiales cosidos a la tela para fortalecer una prenda. Su experiencia en la costura influyó en su trabajo como artista. Grossman estudió en el Instituto Pratt y se licenció en Bellas Artes bajo la tutela de Richard Lindner, en 1962. Las pinturas, collages y esculturas de Grossman surgen de una comprensión individual de la realidad psicológica de la vida contemporánea. Luego viajó por Europa después de ganar el premio Ida C. Haskell de Pratt para viajes al extranjero y una beca de la Fundación John Simon Guggenheim (1965-1966). Los reconocimientos han continuado a lo largo de su carrera e incluyen una beca del Fondo Nacional para las Artes(1984), una beca de la Fundación para las Artes de Nueva York (1991), una beca de la Fundación Joan Mitchell (1996-1997) y una beca de la Fundación Pollock-Krasner (2001).
Cuando comenzó a hacer arte, su trabajo consistía principalmente en collages y dibujos. Su trabajo en la década de 1960, cuando la expresión abstracta era popular, y se debatía entre el arte abstracto y su amor por la exploración materiales. A los 23 años, Grossman expuso por primera vez en solitario en la galería Kasner de Nueva York. Sus obras incluían collages, construcciones, dibujos y pinturas. En 1964 se mudó a Eldridge Street en Chinatown y continuó trabajando allí. Su mudanza le proporcionó más espacio, por lo que comenzó a ensamblar piezas independientes y conjuntos murales de al menos seis pies por cuatro pies.
En 1972, Grossman firmó la campaña "We Have Had Abortions" de la revista Ms. que pedía el fin de las "leyes arcaicas" que limitan la libertad reproductiva, animaban a las mujeres a compartir sus historias y a pasar a la acción.
Su imagen está incluida en el icónico cartel de 1972 Some Living American Women Artists de Mary Beth Edelson.
Grossman se mudó a Brooklyn en 1999 después de verse obligada a dejar su estudio de Chinatown que había ocupado durante treinta y cinco años. Su trabajo también tomó nuevos rumbos con un grupo de ensamblajes escultóricos que parecen hacerse eco de la arqueología y la violencia implicadas en la convulsión de su traslado.

## Obra
Grossman es probablemente más conocida por su trabajo con figuras esculpidas en madera blanda y luego cubiertas de cuero. Al principio, Grossman utilizaba madera, generalmente blanda y "encontrada", como viejos postes de teléfono, y esculpía cuidadosamente cabezas y cuerpos. La primera cabeza que creó incorporaba cuero negro, epoxi, hilo, madera y metal. La cabeza original evolucionó rápidamente hasta convertirse en una serie en curso de aproximadamente 100 cabezas, que todavía se está creando en su estudio de Brooklyn hasta el día de hoy. Las cabezas que esculpió al principio de su carrera eran "ciegas" ya que los ojos estaban cubiertos por cuero; sin embargo, siempre se dejaban aberturas para las narices. Grossman explica que quería liberar parte de la tensión y dejar respirar a la figura. Su atención al detalle se ve en su mano de obra, con cada puntada de cuero cosida cuidadosamente. La escultura Male Figure (1971) es una de sus formas de cuerpo entero. Grossman usa cuero, correas, cremalleras y cuerdas para crear esculturas que parecen atadas y contenidas. Describe su trabajo como autobiográfico y, a pesar de figuras como Male Figure, que tiene genitales masculinos, afirma que sus esculturas son autorretratos.
Otros han tachado su obra como aparentemente sexual y con reminiscencias de sadismo y masoquismo, lo que Grossman niega. Afirma que su obra cuestiona las ideas de identidad de género y fluidez de género. Grossman dice que las esculturas se refieren a su "esclavitud en la infancia", pero otros han dicho que su trabajo puede coquetear con el potencial de las artistas femeninas que aún no habían adquirido prominencia en la década de 1960. La cabeza de 1968, en la colección del Museo de Arte de Honolulu, es típica de las esculturas de cabezas en madera y cuero por las que la artista es más conocida.

## Trabajo reciente
Algunas de sus obras posteriores, como Black Lava Scape de su serie Combustion Scapes (1994–95), son collages de técnica mixta creados a partir de objetos encontrados. Otra pieza de la serie Self-Contained Lavascape (1991) es un dibujo de collage de técnica mixta. Según una reseña del New York Times, estas piezas se inspiraron en un vuelo en helicóptero sobre un volcán activo en Hawái.
En 1995, Grossman sufrió una lesión en la mano que dificultó mucho el trabajo con la escultura. Tras una operación para reconstruir parte de su mano, quedó con movilidad limitada, lo que la llevó a retomar su trabajo con el collage y la pintura.
Recientemente, su obra se ha expuesto en importantes museos. En el verano de 2011, el PS1-MoMA presentó una exhibición individual de sus cabezas escultóricas, y en 2012, el Museo Tang en Skidmore College presentó "Nancy Grossman: Tough Life, un estudio de cinco décadas". A lo largo de su impresionante carrera, Grossman ha recibido un flujo constante de elogios, que incluyen una Beca del Fondo Nacional para las Artes (1984), una Beca de la Fundación para las Artes de Nueva York (1991), una Beca de la Fundación Joan Mitchell (1996-1997) y una beca de la Fundación Pollock-Krasner (2001), y su trabajo está representado en las colecciones permanentes de museos de todo el mundo.

## Censura
En 2009, el Servicio Postal de los Estados Unidos censuró su postal por sus grabados de un libro de Adrienne Rich.

## Exposiciones
- 1990 "Nancy Grossman: A Retrospective", Museo de Arte Hillwood, Brookville, NY
- 1995 "Nancy Grossman: Opus Volcanus", Galerías Hooks-Epstein[22]
- 2000 "Nancy Grossman: Fire Fields", The Contemporary Museum en First Hawaiian Center
- 2001 "Nancy Grossman: Loud Whispers, Four Decades of Assemblage, Collages and Sculpture", Michael Rosenfeld Gallery, Nueva York[23]
- 2007 "Nancy Grossman: Dibujos", Michael Rosenfeld Gallery, Nueva York, NY
- 2011 "Nancy Grossman: Combustion Scapes", Galería Michael Rosenfeld
- 2011 "Nancy Grossman: Heads", MoMA PS-1, Nueva York[24][25]
- 2012 "Nancy Grossman", Museo Frances Young Tang[26]
- 28 de febrero de 2014 - 16 de agosto de 2014 "Modern American Realism: The Sara Roby Foundation Collection" https://americanart.si.edu/exhibiciones/roby

## Premios
- 1962: Premio Ida C. Haskell para viajes al extranjero, Instituto Pratt[6]
- 1965-66: Beca de la Fundación John Simon Guggenheim
- 1966: Premio Inaugural al Logro Contemporáneo, Pratt Institute, Brooklyn, NY
- 1970: Cien mujeres en contacto con nuestro tiempo, revista Harper's Bazaar
- 1973: miembro del jurado, Consejo de las Artes del Estado de Nueva York, solicitantes de escultura para becas CAPS
- 1974: Orador de graduación e invitado de honor, 99.os Ejercicios de graduación, Massachusetts College of Art, Boston, MA
- 1974: Academia Estadounidense de Artes y Letras, Premio del Instituto Nacional de Artes y Letras
- 1974: miembro del jurado, Academia Estadounidense en Roma, solicitantes de escultura para las becas Prix de Rome
- 1975: Elegido miembro de la Sociedad Nacional de Literatura y las Artes.
- 1984: Fondo Nacional para las Artes Beca en Escultura
- 1990: Premio de compra Hassam, Speicher, Betts y Symons, Academia Estadounidense e Instituto de Artes y Letras
- 1991: Beca de artista en escultura, The New York Foundation for the Arts
- 1991-92: Nancy Grossman en Exit Art, The Hillwood Art Museum y el Sculpture Center seleccionada como una de las tres mejores exposiciones en una galería de arte de esta temporada por The American Chapter of the International Art Critics Association
- 1992: Elegido miembro de la Academia Nacional de Diseño como miembro asociado (se convirtió en académico de pleno derecho en 1994).
- 1995: Premio al Logro de Alumnas, Pratt Institute, Brooklyn, NY
- 1996-97 Beca de la Fundación Joan Mitchell
- 2001: Beca de la Fundación Pollock-Krasner
- 2008: Premio a la Trayectoria Artística del Caucus de Mujeres.[27]